# Arletty

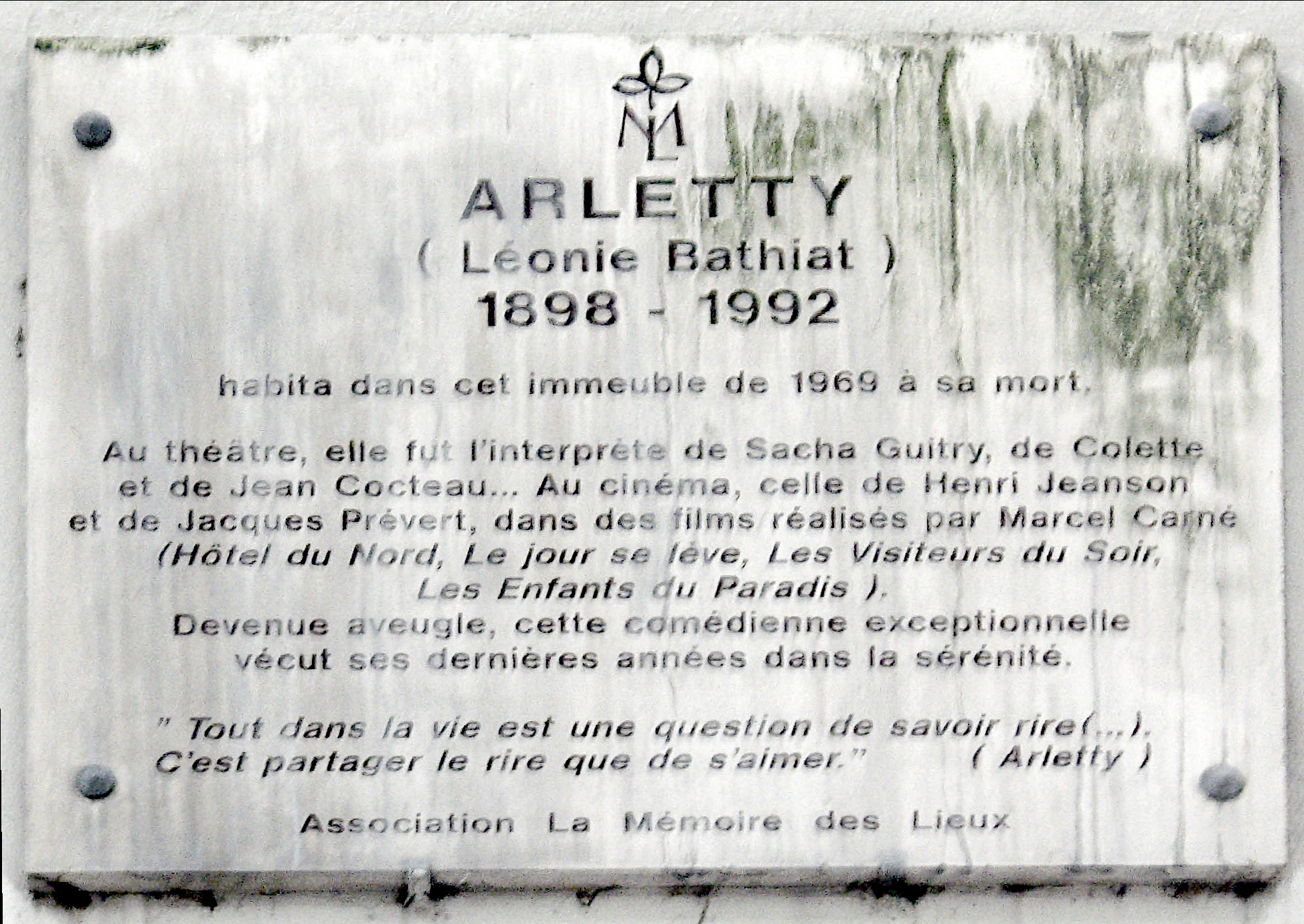
Plaquette in Rue de Rémusat, Parijs

Arletty, artiestennaam van Léonie Marie Julie Bathiat (Courbevoie, 15 mei 1898 – Parijs, 24 juli 1992) was een Franse actrice, zangeres en fotomodel.

## Levensloop
Léonie Marie Julie Bathiat werd geboren in Courbevoie (in de buurt van Parijs) in een arbeidersmilieu. In haar vroege jaren was ze actief als variétéartieste en zong ze in music halls onder de naam Arletti. Vanaf 1920 was ze ook op de planken te zien : toneel, operette, revue.
In 1930 maakte ze haar filmdebuut. In 1934, tijdens het draaien van het drama Pension Mimosas leerde ze regieassistent Marcel Carné kennen, een ontmoeting die bepalend was voor de verdere evolutie van haar filmcarrière. Sacha Guitry, die haar tevergeefs het hof maakte, hielp haar vooruit met rollen in enkele zedenkomedies zoals Désiré. Een jaar later kwam haar carrière in een stroomversnelling toen ze naast Annabella mocht spelen in Carnés tragikomedie Hôtel du Nord. Haar sprankelende hoofdrollen in de komedies Fric-Frac (1939) en Circonstances atténuantes (1939) waarin ze de affiche telkens deelde met Michel Simon, bevestigden haar doorbraak. Nog in 1939 draaide ze met Carné het noodlotsdrama Le jour se lève waarin ze Jean Gabin, toen op het toppunt van zijn kunnen, als tegenspeler had. Een ander hoogtepunt, haar derde film voor Carné, volgde in 1942 met de middeleeuwse fantasiefilm Les Visiteurs du soir.
In 1945 verscheen Arletty in de rol die haar onsterfelijk zou maken op het witte doek, die van Garance in Carnés drama Les Enfants du paradis. In datzelfde jaar werd ze gevangengenomen, omdat ze tijdens de Duitse bezetting van Frankrijk een relatie had gehad met de Duitse Luftwaffe-officier Hans Soering. Bij haar arrestatie zou ze geroepen hebben: "Mijn hart is Frans, maar mijn reet is internationaal!" ("Mon coeur est français, mais mon cul est international!"). Ze kreeg een beroepsverbod van drie jaar.
Na de oorlog werd ze niet meer bedacht met de grote rollen van weleer. Ze probeerde met wisselend succes haar acteercarrière weer op te pakken. In de tragikomedie L'Air de Paris (1954), haar laatste samenwerking met Carné, vond ze Gabin opnieuw op haar weg. En de zoete komedie Le Voyage à Biarritz (1962), haar laatste film, verenigde haar opnieuw met Fernandel. Ze vertolkte ook een oude Franse vrouw in het oorlogsepos The Longest Day.
In 1963 werd Arletty gedeeltelijk blind als gevolg van een ongeluk. Acteren was daardoor niet meer mogelijk. Ze stierf in 1992 in Parijs op 94-jarige leeftijd.

## Filmografie
- 1930 - La Douceur d'aimer (René Hervil)
- 1934 - Pension Mimosas (Jacques Feyder)
- 1935 - Amants et Voleurs (Raymond Bernard)
- 1935 - Aventure à Paris (Marc Allégret)
- 1936 - Faisons un rêve (Sacha Guitry)
- 1936 - Messieurs les ronds-de-cuir (Yves Mirande)
- 1937 - Désiré (Sacha Guitry)
- 1937 - Les Perles de la couronne (Sacha Guitry en Christian-Jaque)
- 1938 - Hôtel du Nord (Marcel Carné)
- 1938 - La Chaleur du sein (Jean Boyer)
- 1939 - Circonstances atténuantes (Jean Boyer)
- 1939 - Fric-Frac (Claude Autant-Lara en Maurice Lehmann)
- 1939 - Le jour se lève (Marcel Carné)
- 1942 - Boléro (Jean Boyer)
- 1942 - Les Visiteurs du soir (Marcel Carné)
- 1942 - La Loi du 21 juin 1907 (Sacha Guitry) (korte film)
- 1943 - Les Enfants du paradis - eerste deel Le Boulevard du crime (Marcel Carné)
- 1943 - Les Enfants du paradis - tweede deel L'Homme en blanc (Marcel Carné)
- 1951 - L'Amour, Madame (Gilles Grangier)
- 1953 - Le Père de Mademoiselle (Marcel L'Herbier en Robert-Paul Dagan)
- 1954 - Le Grand Jeu (Robert Siodmak)
- 1954 - Huis clos (Jacqueline Audry)
- 1954 - L'Air de Paris (Marcel Carné)
- 1956 - Mon curé chez les pauvres (Henri Diamant-Berger)
- 1958 - Un drôle de dimanche (Marc Allégret)
- 1958 - Maxime (Henri Verneuil)
- 1961 - Les Petits Matins of Mademoiselle stop (Jacqueline Audry)
- 1962 - La Loi des hommes (Charles Gérard)
- 1962 - La Gamberge (Norbert Carbonnaux)
- 1962 - The Longest Day (Ken Annakin en Andrew Marton)
- 1962 - Tempo di Roma (Denys de La Patellière)
- 1962 - Le Voyage à Biarritz (Gilles Grangier)

- Bibsys: 3113014
- Biblioteca Nacional de España: XX1660558
- Bibliothèque nationale de France: cb120579715 (data)
- Gemeinsame Normdatei: 119556421
- International Standard Name Identifier: 0000 0001 2017 2211
- Library of Congress Control Number: n84016392
- MusicBrainz: e1d96a0f-839a-49d6-ae2f-cd66d3b33413
- Bibliotheek van het Japanse parlement: 00620281
- Nationale Bibliotheek van Tsjechië: xx0150142
- Nationale bibliotheek van Australië: 47753266
- Nationale Bibliotheek van Israël: 987007320072705171
- Nationale Bibliotheek van Polen: a0000003507542
- Nederlandse Thesaurus van Auteursnamen: 070621284
- Réseau des bibliothèques de Suisse occidentale: 02-A000009578
- LIBRIS: 321915
- SNAC: w60z859m
- Système universitaire de documentation: 027714691
- Virtual International Authority File: 12328879